# Первый дивизион чемпионата мира по хоккею с шайбой 2026
Чемпионат мира по хоккею с шайбой 2026 года в I дивизионе  — спортивное соревнование по хоккею с шайбой под эгидой ИИХФ, которое планируется в группе A со 2 по 8 мая в польском городе Сосновец и в группе B с 29 апреля по 5 мая в молодом китайском городе Шэньчжэнь.

## Регламент
- По итогам турнира в группе А: команды, занявшие первое и второе места, получит право играть в ТОП-дивизионе чемпионата мира 2027 года, а команда, занявшая последнее место, переходит в группу B первого дивизиона чемпионата мира 2027 года.
- По итогам турнира в группе B: команда, занявшая первое место, получит право играть в 2027 году в группе А, а команда, занявшая последнее место, перейдёт в группу A второго дивизиона чемпионата мира 2027 года.

## Итоги турнира

### Группа A
- Сборные  вышли в ТОП-дивизион чемпионата мира 2027 года.
- Сборная  вылетела в группу В первого дивизиона.

### Группа B
- Сборная  вышла в группу А первого дивизиона.
- Сборная  вылетела в группу А второго дивизиона чемпионата мира 2027.

## Участники турнира
В чемпионате принимали участие 12 национальных команд — 8 из Европы и четыре — из Азии. Сборные Казахстана и Франции вылетели из ТОП-дивизиона прошлого года, сборная Нидерландов перешла из второго дивизиона 2025 года, остальные — с турнира первого дивизиона 2025 года.
| Сборная   | Квалификация                                                                 |
| --------- | ---------------------------------------------------------------------------- |
| Казахстан | Заняла 15-е место в топ—дивизионе в 2025 году и вылетела оттуда              |
| Франция   | Заняла 16-е место в топ—дивизионе в 2025 году и вылетела оттуда              |
| Украина   | Заняла 3-е место в группе A первого дивизиона 2025 года                      |
| Япония    | Заняла 4-е место в группе A первого дивизиона 2025 года                      |
| Польша    | Хозяева, заняла 5-е место в группе A первого дивизиона 2025 года             |
| Литва     | Заняла 1-е место в группе B первого дивизиона и поднялась оттуда в 2025 году |

Группа B
| Сборная          | Квалификация                                                                 |
| ---------------- | ---------------------------------------------------------------------------- |
| Румыния          | Заняла 6-е место в группе А первого дивизиона в 2025 году и вылетела оттуда  |
| Республика Корея | Заняла 2-е место в группе B первого дивизиона в 2025 году                    |
| Эстония          | Заняла 3-е место в группе B первого дивизиона в 2025 году                    |
| Китай            | Хозяева, заняла 4-е место в группе B первого дивизиона в 2025 году           |
| Испания          | Заняла 5-е место в группе B первого дивизиона в 2025 году                    |
| Нидерланды       | Заняла 1-е место в группе А второго дивизиона и поднялась оттуда в 2025 году |